# Zaculeu
Zaculeu, o Saqulew secondo la grafia Maya, è un sito archeologico costruito dalla civiltà Maya situato nelle terre alte del Guatemala sud-occidentale, poco distante dalla città di Huehuetenango. Zaculeu fu la capitale del regno di Mam, un sottogruppo della civiltà Maya. Il sito è aperto alle visite turistiche e possiede un piccolo museo.
Saqulew è la traduzione in K'iche' del nome dato dai Mam all'insediamento: Saq significa bianco e Ch'och significa terra (Zac Tz'otz). Il nome K'iche' venne dato quando gli uomini della tribù, assoldati da Alvarado, parteciparono all'assedio di Zac Tz'otz'.
L'occupazione di Saqulew iniziò nel V secolo, e le costruzioni di quel periodo mostrano una influenza nello stile artistico proveniente da Teotihuacán. Le costruzioni maggiori risalgono all'Età Classica. Nel periodo Postclassico si aggiunsero diverse piazze e case. Ai giorni nostri, i discendenti dei Maya Mam continuano a considerare il sito come un luogo cerimoniale.
Il sito possiede un certo numero di piramidi e palazzi governativi che circondano una serie di piazze, e un giardino adibito al gioco della palla centroamericano. La città era originalmente fortificata con delle mura.
Durante l'invasione del Messico da parte degli spagnoli, la popolazione era principalmente stanziata a Xinabahul, la città attuale di Huehuetenango, e le fortificazioni di Saqulew vennero usate come rifugio durante la conquista.
Il rifugio venne attaccato dal Conquistador Pedro de Alvarado nel 1525, ma la città, difesa con successo, riuscì a respingere gli assalti degli spagnoli. Alvarado lascio il fratello Gonzalo de Alvarado ad assediare la città con 40 cavalieri, 80 fanti, e 2000 alleati indigeni provenienti dal Messico centrale. La città venne difesa dal re dei Mam, Kayb'il B'alam, a capo di 5000 persone (le cronache non specificano se il numero si riferisce ai guerrieri o alla popolazione totale della città).
Dopo un assedio durato oltre un mese, i Mam vennero ridotti a morire di fame, e in ottobre si arresero. Dopo la conquista Saqulew venne abbandonata e la città di Huehuetenango venne costruita a 5 km di distanza.
Negli anni 40 la United Fruit Company finanziò gli scavi archeologici e la ricostruzione delle strutture. Tra le varie cose, alcuni monumenti vennero ricoperti con intonaco bianco, in quanto era il colore originale dell'architettura della zona. Questa pratica è stata svolta raramente nella restaurazione dei siti Pre-Colombiani.